# Saint-Salvi-de-Carcavès
 Saint-Salvi-de-Carcavès  es una población y comuna francesa, ubicada en la región de Mediodía-Pirineos, departamento de Tarn, en el distrito de Castres y cantón de Vabre.

## Demografía
| 152 | 121 | 111 | 103 | 102 | 101 |
| Para los censos de 1962 a 1999 la población legal corresponde a la población sin duplicidades (Fuente: INSEE [Consultar]) |     |     |     |     |     |